# Filmmuziek
Filmmuziek is een vorm van achtergrondmuziek die tijdens films gespeeld wordt om de sfeer van de film en de emoties van de acteurs te benadrukken. De film kan zo gezien worden als een moderne vorm van melodrama. Veel films zouden zonder filmmuziek minder spanning hebben gehad.
Vaak is de muziek bij een film ook nog te koop als aparte cd. Zo'n cd wordt ook wel een soundtrack genoemd. Filmmuziek is een industrie op zichzelf, niet alleen in Hollywood, maar ook in bijvoorbeeld haar Indiase tegenhanger Bollywood.

## Geschiedenis
Ein Sommernachtstraum van Felix Mendelssohn is een vorm van filmmuziek avant la lettre. Films bestonden nog niet, hij schreef de muziek in 1842 om uit te voeren bij een toneelopvoering van Shakespeares romantische komedie A Midsummer Night's Dream uit 1600. Er staan twee liederen in die op het toneel gezongen worden, en waarvan Shakespeare alleen de tekst gaf.

### Stomme film
De geschiedenis van de filmmuziek begint bij de stomme film. Tot ongeveer 1930 was het gebruikelijk dat een explicateur commentaar gaf, terwijl  een pianist of een klein ensemble voor de muziek zorgde. Grotere bioscopen hadden een orgel, voorzien van middelen voor speciale effecten. Dit gebruik is recent op kleine schaal nieuw leven ingeblazen, omdat diverse eigentijdse componisten opdrachten ontvingen tot het schrijven van nieuwe muziek voor live-uitvoering bij deze oude stomme films.

### Audiospoor
De techniek van het optische audiospoor uit de jaren 20 maakte het mogelijk om vooraf opgenomen muziek gesynchroniseerd bij de film te laten klinken. Steeds grotere orkesten werden gebruikt, de films werden vaak zelfs symfonisch van opzet, inclusief een ouverture (zoals The Ten Commandments, Ben-Hur en Gone With the Wind laten zien). Tijdens de ouverture luisterde het publiek puur naar de muziek, en werd de tekst ouverture groot geprojecteerd. Pas daarna begon de film. Dit is vergelijkbaar met een opera die ook vaak met een ouverture begint. De eerste film die een eigen soundtrack kreeg, was King Kong met de muziek van Max Steiner.

### Live gespeelde filmmuziek
Het komt ook wel eens voor dat een film in een concertzaal wordt vertoond, waarbij de filmmuziek live wordt gespeeld door een orkest dat voor het filmscherm zit. Dit wordt vaak een filmconcert genoemd.

## Doel filmmuziek
De muziek in een film is in het algemeen ondergeschikt aan het beeld. Aanvankelijk benadrukte de muziek de emoties van de acteurs, door deze niet alleen zichtbaar te maken, maar tevens via de vaak expressievolle muziek aan het publiek te laten horen. De muziek mag daarbij niet te veel afleiden van de film. 
Muziek kan worden gebruikt om een bepaalde sfeer op te roepen, bijvoorbeeld als er iets spannends gebeurt of op het punt staat te gaan gebeuren. Er klinkt dan vaak spannende muziek om dit te benadrukken.
In de meer experimentele films uit de jaren zestig en zeventig werden de rollen ook weleens omgekeerd, of gelijkwaardiger gesteld (bijvoorbeeld in de films van  Andrej Tarkowsky).

## Tijdelijke soundtrack
Tijdens de montagefase van een film wordt ook van een tijdelijke soundtrack ("temp track") gebruikgemaakt in afwachting van de uiteindelijke soundtrack. In enkele gevallen beviel die tijdelijke soundtrack zo goed, dat het ook de uiteindelijke werd. Een voorbeeld is de film 2001: A Space Odyssey van Stanley Kubrick waarbij de openingsscène voorzien is van Also Sprach Zarathustra (Richard Strauss) en een ruimteschipkoppeling met An der schönen blauen Donau (Johann Strauss jr.).

## Soorten muziek

### Popmuziek
Na aanvankelijk een symfonische ontwikkeling te hebben doorlopen, werden vanaf de jaren zestig, onder andere naar aanleiding van de films van The Beatles, in toenemende mate ook popmusici als componist gevraagd.

### Kunstmuziek
De filmmuziek van Ennio Morricone wordt door de meeste eigentijdse componisten als volwaardige kunstmuziek aangezien. Zijn muziek is onder andere te beluisteren bij Once Upon A Time In The West en The Mission.

### Mock-ups
Bij moderne filmmuziek wordt er vaak gebruikgemaakt van mock-ups gemaakt met samples. Hierdoor kan er met MIDI gewerkt worden, wat filmmuziekcompositie voor veel meer muzikanten mogelijk maakt. Ook kan er in veel gevallen door het gebruik van samples veel geld bespaard worden als film-projecten orkestrale muziek willen gebruiken. Dit is niet de enige reden voor componisten om samples te gebruiken. Componisten als Hans Zimmer componeren voor grote films, maar gebruiken toch samples om orkestrale muziek neer te zetten omdat, in combinatie met midi en moderne digitale audiomontagesystemen (DAW), samples een hogere mate van controle toestaan wat voor een hoop componisten wenselijk is. Ook hoeft de componist in principe geen verstand te hebben van traditionele muzieknotatie om met MIDI te kunnen componeren. Het ontbreken van akoestische elementen en dynamische muzikaliteit in gesamplede orkesten zorgt ervoor dat het echte orkest bij symfonische filmmuziek toch vaak boven de samples verkozen wordt.

## Weergave in de film
Meestal is muziek in een bepaalde scène alleen aanwezig voor de kijker. De personages in het verhaal horen de muziek niet. Er zijn echter uitzonderingen waarin de filmmuziek bijvoorbeeld gespeeld wordt door een band of een radio in de ruimte waar de personages zich bevinden, waardoor de muziek niet alleen als ondersteunend element aanwezig is maar echt deel uitmaakt van het verhaal en dus ook door de filmpersonages gehoord wordt. 
Een voorbeeld hiervan is te zien in de film Teenage Mutant Ninja Turtles II: The Secret of the Ooze. Hierin belanden de turtles terwijl ze in gevecht zijn met hun tegenstanders in een nachtclub waar Vanilla Ice een optreden aan het geven is. Deze improviseert ter plekke het lied Go Ninja, Go Ninja, Go!, wat als ondersteuning dient voor de vechtscène die volgt.
Een ander voorbeeld is de film Hukkle van György Pálfi waar, om de sfeer van de film te versterken, in het grootste deel van de film de afwezigheid van muziek (en van dialoog) een belangrijke rol speelt. Alleen tegen het einde van de film is er muziek bij een bruiloft in de sleutelscènes. Hier wordt een aanduiding gegeven van de plot van de film.
Komische films maken hier soms gebruik van door het te laten lijken alsof de muziek die men hoort inderdaad puur ter ondersteuning is en voor de personages onhoorbaar, waarna een personage opeens opmerkt of het wat stiller mag zijn waaruit blijkt dat ze de muziek wel degelijk kunnen horen. Dit gebeurt bijvoorbeeld in Shrek the Third.